# Klokjesgroefbij

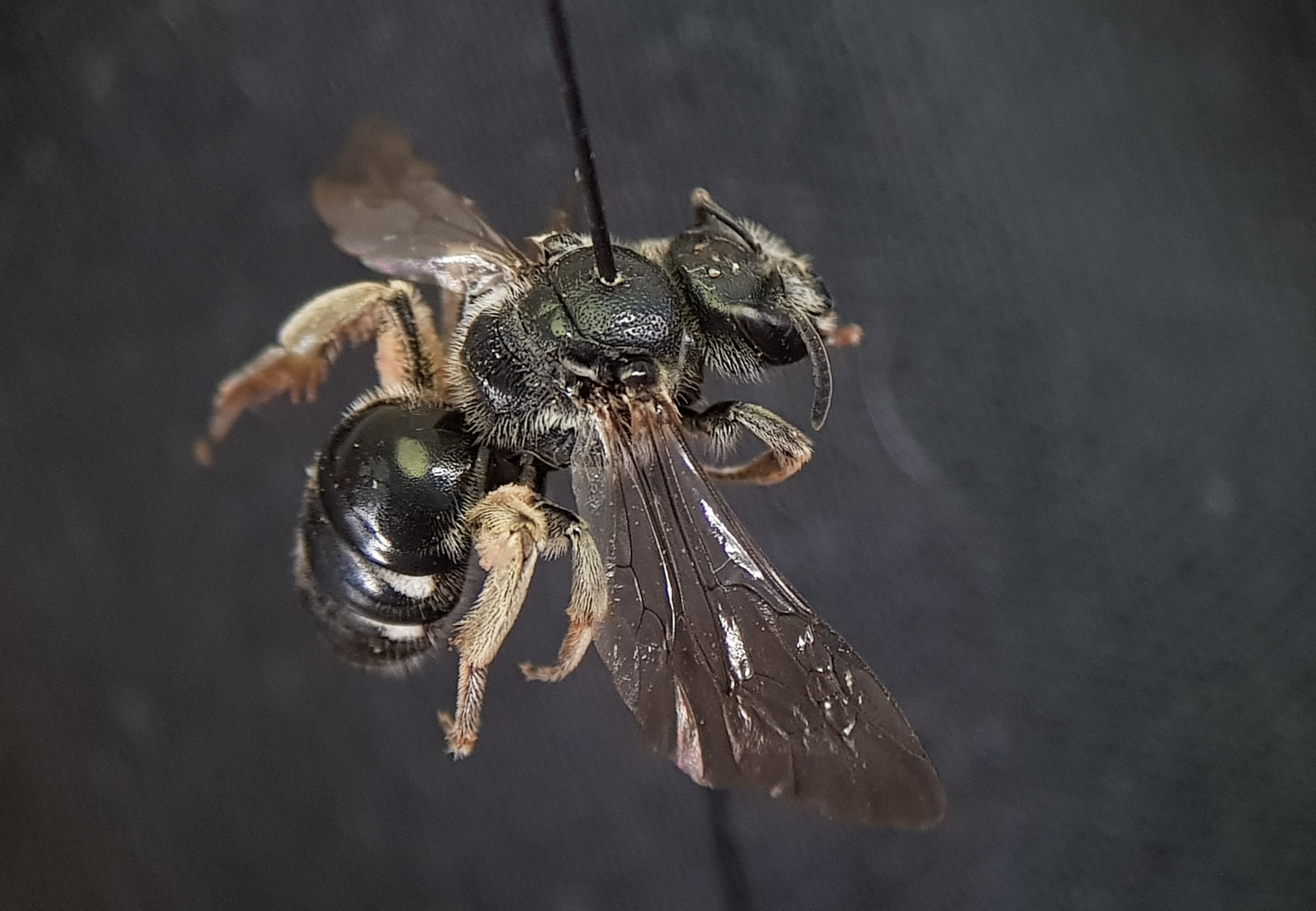
Lasioglossum costulatum ♀, verzameld 7.viii.2019 in het Gerendal, Schin op Geul, Limburg, habitus, dorsolateraal aanzicht. (Foto gemaakt door Flor Rhebergen).

De klokjesgroefbij (Lasioglossum costulatum) is een vliesvleugelig insect uit de familie Halictidae. De wetenschappelijke naam van de soort is voor het eerst geldig gepubliceerd in 1873 door Kriechbaumer.

## Ecologie
De vliegtijd van L. costulatum begint in Zuid-Duitsland eind april bij de vrouwtjes, en half juli bij de mannetjes, en duurt tot en met begin oktober. Het is een solitaire soort die in de grond in steilwandjes nestelt. Zoals de Nederlandse naam suggereert, is de klokjesgroefbij L. costulatum waarschijnlijk oligolectisch op de klokjesfamilie (Campanulaceae), zowel klokjes Campanula als zandblauwtje Jasione. Dit is zeldzaam onder de verder meestal uitgesproken polylectische soorten uit het genus Lasioglossum, maar komt bijvoorbeeld ook voor bij de oostelijke soort L. kussariense (Blüthgen, 1925) die vermoedelijk nauw verwant is aan L. costulatum. Echter, pollenanalyses hebben uitgewezen dat L. costulatum ook wel eens stuifmeel van andere plantenfamilies verzamelt, in ieder geval van Taraxacum (Asteraceae), Galium (Rubiaceae) en Phacelia (Boraginaceae). Het is nog maar de vraag of dat bewijs is voor polylectie, of dat L. costulatum echt oligolectisch is maar dat Campanulaceae soms te schaars zijn om in de stuifmeelbevoorrading te voorzien. Veldobservaties wijzen in ieder geval op een sterke ecologische binding met Campanula.

## Herkenning
(Figuren zijn te vinden in van Kolfschoten & Rhebergen 2020) Lasioglossum costulatum is een relatief grote groefbij (lichaamslengte 8-10 mm), van het subgenus Lasioglossum Curtis, 1833. Dit subgenus kenmerkt zich onder andere door sterk ontwikkelde dwarsaders aan weerszijden van de tweede submarginale cel (aders 2S-R en 1r-m (fig. 2), ondoorzichtig zwarte tergietachterranden en opvallende haarvlekken op de tergietbases.
Binnen het subgenus Lasioglossum is het vrouwtje van L. costulatum te herkennen aan de combinatie van de volgende kenmerken. Tergiet ii, iii en in iets mindere mate iv hebben basaal helderwitte haarvlekken op de zijkanten, die breed gescheiden zijn (fig. 3). Deze achterlijfstekening doet denken aan de die van de zesvlekkige groefbij L. sexnotatum (Kirby,1802). Tergiet i is op de depressie (eindrand) dicht gepunctueerd, op de schijf (basaler op de tergiet) minder dicht, met grotere glanzende tussenruimtes (fig. 4). De tergieten hebben een melkachtige weerschijn (fig. 3).
Het propodeum is zeer typisch gevormd. De achterkant is aan alle kanten begrensd door sterk ontwikkelde hoekige lijsten (carinaat propodeum) (fig. 5). Het middenveld is zo lang als het scutellum, met opvallende parallelle glanzende lengtegroeven die doorlopen tot de lijst die het middenveld caudaal scheidt van de achterkant van het propodeum (fig. 6). Aan de zijkanten is het middenveld niet duidelijk door een lijst begrensd, maar loopt het uit in de zijvelden van het propodeum, die vlak zijn en schuin naar achter lopen (fig. 6). Doordat de zijvelden van het propodeum schuin naar achter lopen, wordt de achterkant van het propodeum dorsaal begrensd door twee schuine laterale lijsten en een rechte dorsale lijst, en heeft het een typische herkenbare vorm. Pauly (2015) noemt dit hexagonaal, als je de aanhechting van het achterlijf meetelt (fig. 5).
Het scutum is relatief spaarzaam maar grof gepunctueerd, met tussenruimtes van ongeveer 1-2 puncten breed (fig. 7). Het scutum heeft, net als de tergieten, een melkachtige weerschijn (door Amiet (2001) gekarakteriseerd als ‘olieachtig’).
De kop is ongeveer zo lang als breed (fig. 8). Niet genoemd in de literatuur, maar wel opvallend in het veld, waren de rookachtig verdonkerde vleugels (als bij L. sexnotatum), de grijzig-wittige beharing op poten en borststuk, en de wittige scopa van de achterpoot (fig. 1).
Het vrouwtje van L. costulatum is goed herkenbaar. Soorten waarmee ze verward zou kunnen worden zijn vrouwtjes van andere grijzige soorten groefbijen uit het subgenus Lasioglossum met opvallende witte haarvlekken op de tergieten.
In Nederland zijn dat bijvoorbeeld de zesvlekkige groefbij L. sexnotatum, de glanzende bandgroefbij L. zonulum (Smith, 1848) en de matte bandgroefbij L. leucozonium (Schranck, 1781). Vooral L. sexnotatum lijkt oppervlakkig op L. costulatum, vanwege de breed onderbroken helderwitte haarvlekken op tergiet ii-iv, de verdonkerde vleugels en het forse formaat. Lasioglossum costulatum is echter direct van alle andere soorten te onderscheiden aan de unieke propodeumstructuur. Bovendien heeft L. sexnotatum geen hoekige lijsten tussen de zijvelden en de achterkant van het propodeum, een dorsaal verdonkerde achterpootscopa, en een dicht gepunctueerd scutum. Lasioglossum zonulum en L. leucozonium hebben ook opvallende witte haarvlekken op de tergietbases, maar bij deze soorten lopen deze vlekken dorsaal door tot een band. Ook is bij deze soorten het scutum veel dichter gepunctueerd dan bij L. costulatum.
Het mannetje van L. costulatum heeft dezelfde unieke propodeumstructuur als het vrouwtje, en is dus eveneens goed herkenbaar. Verder heeft het mannetje, net al het vrouwtje, witte zijvlekken op tergieten ii-iv en een spaarzaam maar grof gepunctueerd scutum met melkachtige weerschijn. Zie verder de sleutels van Pauly (2015) en Amiet (2001) voor determinatie.

## Verspreiding en status
Lasioglossum costulatum heeft een groot West- Palaearctisch verspreidingsgebied: zuidelijk tot de Hoge Atlas in Noord-Afrika, oostelijk tot in Centraal Azië en noordelijk tot Denemarken en de Baltische staten. Overal is de soort lokaal en slechts in kleine aantallen aanwezig. Er zijn recente waarnemingen uit de regio’s reikend van het Iberisch schiereiland, Frankrijk, de Alpen, Turkije, Polen tot in Rusland. Sinds 1990 zijn er enkele waarnemingen geweest in het zuiden van België.
Op 7 augustus 2019 werd een vrouwtje van de klokjesgroefbij Lasioglossum costulatum gevangen in het Gerendal, nabij Schin op Geul in Zuid-Limburg. Het is de derde vangst ooit in Nederland en de eerste sinds 77 jaar. Er zijn slechts twee eerdere waarnemingen bekend uit Nederland, alle twee van vóór 1950 (fig. 9). Op 29 juni 1879 werd een vrouwtje gevangen in Oosterbeek (Gelderland). De meest recente waar- neming is van 77 jaar geleden (14 juni 1942), een vrouwtje uit Baarlo (Limburg). Dit maakt dat de soort door Peeters et al (2012) in de categorie ‘mogelijk verdwenen’ werd geclassificeerd. In de rode lijst van de Nederlandse bijen is L. costulatum niet beschouwd, omdat er geen bewijs was dat de soort zich gedurende minstens tien jaar in Nederland heeft voortgeplant.